# Maytenus

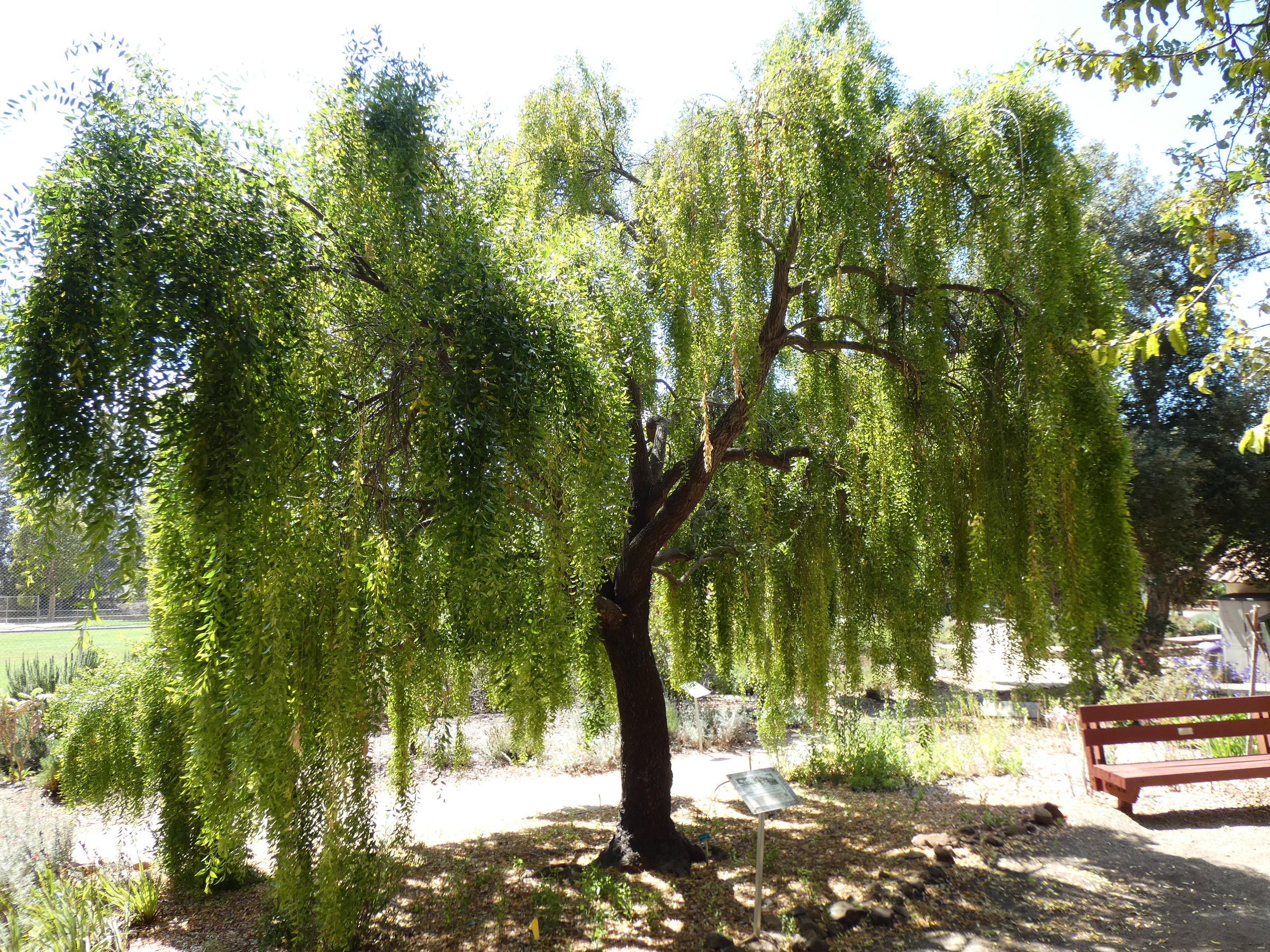
Maytenus boaria a SLO Botanikus Kertben (San Luis Obispo)

A Maytenus a valódi kétszikűek Eurosids I kládjába sorolt kecskerágó-virágúak (Celastrales) rendjében a névadó  kecskerágófélék (Celastraceae) család kecskerágóformák (Celastroideae) alcsaládjának egyik nemzetsége az egyes rendszertanászok szerint szélsőségesen eltérő számú — némelyek szerint pár tucat, mások szerint pár száz — fajjal. Egyik fajnak sincs elfogadott magyar neve.

## Származása, elterjedése
Pontos elterjedését a bizonytalan besorolású fajok miatt nem lehet megadni. Legtöbb faja a trópusokon és a meleg mérsékelt égövben él, de szórványosan az Amerikai Egyesült Államokban is megjelenik; főleg a kontinens partvidékein. Dél-Amerikában a Tűzföldön is nő, viszont elterjedése az északi féltekén erősen korlátozott: Ázsiában a Himalájától északra ismeretlen; Európában szórványosan Spanyolországban tűnhet fel.
A hagyományosan ezen a néven leírt növénynemzetség a genetikai vizsgálatok eredményeként parafiletikusnak bizonyult, ezért számos faját a
- Denhamia,
- Gymnosporia,
- Monteverdia és
- Tricerma

nemzetségekbe sorolták át; a rendszertani viták a 2010-es évekkel még nem értek véget.
Típusfaja, a Maytenus boaria Európa mediterrán éghajlatú vidékein több gyűjteményes kertben is megtalálható (Magyarországon nem télálló).

## Megjelenése, felépítése
A fajok többsége fásszárú; bokrok és fák egyaránt vannak köztük.

## Ismertebb fajok
- Maytenus abbottii A.E.van Wyk
- Maytenus acuminata (L.f.) Loes.
- Maytenus boaria Molina
- Maytenus buxifolia (A.Rich.) Griseb. (West Indies)
- Maytenus canariensis (Loes.) G. Kunkel & Sunding
- Maytenus curtissii (King) Ding Hou
- Maytenus hookeri Loes.
- Maytenus jamesonii Briq.
- Maytenus lucidus
- Maytenus magellanica (Lam.) Hook.f.
- Maytenus obtusifolia
- Maytenus octogona
- Maytenus oleoides Loes.
- Maytenus oleosa A.E.van Wyk & R.H.Archer
- Maytenus phyllanthoides Benth. – Florida mayten, guttapercha mayten
- Maytenus procumbens (L.f.) Loes.
- Maytenus reynosioides Urb.
- Maytenus undata (Thunb.) Blakelock
- Maytenus vitis-idaea – Indian's salt
- Maytenus williamsii A.Molina[3]

## Felhasználása
A két leginkább hidegtűrő fajt:
- Maytenus boaria
- Maytenus magellanica

Európa és Észak-Amerika melegebb éghajlatú részein dísznövénynek ültetik.
A Maytenus krukovii és a Maytenus macrocarpa kérgét gyógyászati célokra és pszichedelikumnak használják; főleg ayahuasca készítésére.

## Fordítás
- Ez a szócikk részben vagy egészben  a   Maytenus című angol Wikipédia-szócikk ezen változatának fordításán alapul.  Az eredeti cikk szerkesztőit annak laptörténete sorolja fel. Ez a jelzés csupán a megfogalmazás eredetét és a szerzői jogokat jelzi, nem szolgál a cikkben szereplő információk forrásmegjelöléseként.